# Кросвил (Алабама)
Кросвил (енгл. Crossville) град је у америчкој савезној држави Алабама. По попису становништва из 2010. у њему је живело 1.862 становника.

## Демографија
Према попису становништва из 2010. у граду је живело 1.862 становника, што је 431 (30,1%) становника више него 2000. године.
| Група             | 2000.         | 2010.         |
| Белци             | 1.379 (96,4%) | 1.624 (87,2%) |
| Афроамериканци    | 1 (0,1%)      | 8 (0,4%)      |
| Азијати           | 2 (0,1%)      | 4 (0,2%)      |
| Хиспаноамериканци | 32 (2,2%)     | 155 (8,3%)    |
| Укупно            | 1.431         | 1.862         |